# اوکتیابرسک
شهر اوکتیابرسک (به روسی: Октябрьск) در کشور روسیه و در اوبلاست سامارا واقع شده‌است.